# Bröderhausen
Bröderhausen ist ein Ortsteil der Gemeinde Hüllhorst im Kreis Minden-Lübbecke, Nordrhein-Westfalen und ehemalige selbstständige Gemeinde.

## Geografie
Bröderhausen liegt am Ostrand der Gemeinde Hüllhorst. Im Westen grenzt es an Tengern, im Norden und Nordwesten an Schnathorst, im Osten an Wulferdingsen (Stadt Bad Oeynhausen) und im Süden an Mennighüffen (Stadt Löhne, Kreis Herford).
Bröderhausen ist stark landwirtschaftlich geprägt und vergleichsweise dünn besiedelt. Neben einigen kleineren Waldstücken überwiegen Felder und Wiesen. Bröderhausen wird wie das übrige Gemeindegebiet nach Süden entwässert.
Im Wiehengebirge, jedoch bereits außerhalb des Gemeindegebietes der Gemeinde Hüllhorst, insbesondere aber auch deutlich abseits des Ortsteilgebietes von Bröderhausen, liegt der Bröderhauser Berg.
Der Ort besitzt vier Siedlungsschwerpunkte: Im Dorfe, Höchte, Großenberken und Sundern. Das Dorf und die Höchte liegen relativ zentral, können aber nicht als Ortskern bezeichnet werden, da sich ein solcher nie wirklich ausgebildet hat. Im Norden liegt Großenberken, wo sich gleichzeitig der höchste Punkt von Bröderhausen befindet. Der Sundern liegt im Süden und stellt von der Bebauung her den kleinsten Siedlungsschwerpunkt dar.

## Geschichte
Bröderhausen wurde im Jahr 1250 erstmals urkundlich erwähnt. Der Name Bröderhausen geht dabei der Überlieferung nach auf zwei Brüder zurück, die Bröderhausen gegründet haben sollen. Der Ort gehörte bis zu den Napoleonischen Kriegen zur Vogtei Gohfeld im Amt Hausberge des Fürstentums Minden. Von 1811 bis 1813 gehörte Bröderhausen unmittelbar zu Frankreich und dort zur Mairie Schnathorst im Kanton Quernheim des Arrondissements Minden im Departement der Oberen Ems.
Bröderhausen kam 1816 zum neuen Kreis Bünde und wechselte 1832 in den Kreis Lübbecke. Ab 1843 gehörte die Gemeinde Bröderhausen im Kreis Lübbecke zum Amt Schnathorst. Im weiteren Verlauf des 19. Jahrhunderts wurde aus dem Amt Schnathorst das Amt Hüllhorst. Im Rahmen der kommunalen Neugliederung wurde die Gemeinde am 1. Januar 1973 Teil der vergrößerten Gemeinde Hüllhorst. Am 31. Dezember 2006 lebten in Bröderhausen 687 Einwohner.
Es wird berichtet, dass Bröderhausen in Polen und Amerika jeweils neu gegründet worden sei.

## Kultur
Für Vereinsleben und Feierlichkeiten steht den Einwohnern ein Dorfgemeinschaftshaus zur Verfügung. Dieses befindet sich in der Alten Schule, in der heute nicht mehr unterrichtet wird. Auf dem Gebäude befindet sich auch das so genannte Türmchen, das Wahrzeichen von Bröderhausen. Des Weiteren befindet sich in einem Anbau das Feuerwehrhaus der Löschgruppe Bröderhausen der Freiwilligen Feuerwehr Hüllhorst. Nördlich des Dorfgemeinschaftshauses befinden sich außerdem ein kleiner Fußballplatz und der Friedhof mit Friedhofskapelle.
Im und am Dorfgemeinschaftshaus wird jährlich das „Dorffest unter’m Türmchen“ veranstaltet. Im Jahr 2000 fand die 750-Jahr-Feier statt. Seitdem wird jährlich zusätzlich ein Maibaum in Bröderhausen aufgestellt, der zum Dorffest wieder eingeholt wird.

## Wirtschaft und Infrastruktur
Bröderhausen ist seit jeher ein landwirtschaftlich geprägter Ort. Industrien oder größere Gewerbe haben sich in Bröderhausen nicht niedergelassen.